# کریستوف میلاک
کریستوف میلاک (مجاری: Kristóf Milák؛ زادهٔ ۲۰ فوریهٔ ۲۰۰۰) شناگر اهل مجارستان است.
وی در مسابقات کشوری و بین‌المللی در مجموع برندهٔ ۱۷ مدال طلا، ۵ مدال نقره، ۱ مدال برنز شده‌است.